# Rhopalosiphum sanguinarium
Rhopalosiphum sanguinarium är en insektsart som beskrevs av Baker, J.M. 1934. Rhopalosiphum sanguinarium ingår i släktet Rhopalosiphum och familjen långrörsbladlöss. Inga underarter finns listade i Catalogue of Life.